# Lotte Strauss
Lotte Strauss (* 15. April 1913 in Nürnberg; † 4. Juli 1985 in New York City) war eine deutsch-amerikanische Pathologin. Nach ihr ist eine allergische Gefäßentzündung, das Churg-Strauss-Syndrom benannt.

## Ausbildung und Beruf
Lotte Strauss war eine Tochter des Kaufmanns Ernst Strauss und der Hedwig Fichtelberger, beide stammten aus Nürnberg, sie hatten noch eine Tochter, der ebenfalls die Emigration gelang. Ihr in Freiburg und München begonnenes Medizinstudium setzte sie 1933 in Siena fort und legte dort 1937 ihr medizinisches Examen ab. Bereits während ihrer Studienzeit in Siena entwickelte sie ein starkes Interesse an labormedizinischen Fragestellungen und arbeitete am bakteriologischen Institut in Siena.
Ein Jahr später emigrierte sie in die USA, wo sie 1938 als Mikrobiologin am Beth Israel Hospital in New York City angestellt wurde und bis 1941 blieb. In gleicher Position arbeitete sie bis 1949 auch am Mount Sinai Hospital, New York, wo sie mit Jacob Churg gemeinsam forschte und mit diesem das Churg-Strauss-Syndrom beschrieb. Nach dreijähriger Assistentenzeit in der pathologischen Abteilung des Lebanon Hospital (Bronx) kehrte sie 1953 an das Mount Sinai Hospital als Pathologin mit eigener Abteilung für Kinderpathologie zurück und lehrte hier nach der Habilitation ab 1966 als Lehrstuhlinhaberin für Pathologie, bis zu ihrem Tod.
Darüber hinaus hatte sie einen Studienaufenthalt am Kinderkrankenhaus Boston bei Sidney Farber absolviert, um sich auf dem Gebiet der pädiatrischen Pathologie weiterzubilden. Sie hatte darüber hinaus einen Lehrauftrag an der Columbia University (1958–1966) und war beratende Pathologin am Elmhurst City Hospital sowie Mitglied der wichtigsten pathologischen Gesellschaften Amerikas.
Sie erhielt eine Ehrendoktorschaft der Augustin-Universität in Peru und bearbeitete Fragen der perinatalen Pathologie für die nationale Gesundheitsbehörde.

## Leistung
Lotte Strauss kann als Pionier auf dem Gebiet der pädiatrischen und perinatalen Pathologie betrachtet werden. Sie war Gründungsmitglied der American Society for Pediatric Pathology und führte diesen wissenschaftlichen Zweig am Mount Sinai Hospital ein, wo sie Pädiater, Gynäkologen und Neonatologen beriet. Sie betreute mehr als 500 Schüler innerhalb der pädiatrischen Pathologie, 20 Spezialisten des Fachs gingen aus ihrer Schule hervor. 
In mehr als 100 wissenschaftlichen Beiträgen und Forschungsarbeiten beschäftigte sie sich insbesondere mit der Ultrastruktur der Plazenta bei verschiedenen Erkrankungen und mit intrauterinen Infektionen. Die lebenslange Zusammenarbeit mit Jacob Churg verweist auf ihr Interesse an der Erforschung entzündlicher Gefäßerkrankungen.

## Schriften (Auswahl)
- Allergic Granulomatosis, Allergic Angiitis, and Periarteritis nodosa (mit J. Churg). In: Am J Pathol, 27 (1951) 277
- Pulmonary Vasculitis (mit K. V. Lieberman, J. Churg).  In: A. P. Fishman (ed.): Pulmonary Diseases and Disorders. 2nd ed. New York 1988, 2 : 1138